# Amanda Burton
Amanda Burton (ur. 10 października 1956 w Ballougry) – brytyjska aktorka. W serialu Milczący świadek zagrała rolę patologa sądowego – Sam Ryan.

## Filmografia
- Brookside (1982-2003) jako Heather Haversham Huntingdon Black
- Boon (1986-1992) jako Margaret Daly
- A Casualty of War (1990) jako Nicola
- The Storyteller: Greek Myths (1990) jako Aithra
- Peak Practice (1993-2002) jako Dr Beth Kerruish
- The Precious Blood (1996) jako Rosie Willis
- Milczący świadek (Silent Witness) (1996) jako patolog sądowy /Profesor Sam Ryan
- The Gift (1998) jako Lynn
- Forgotten (1999) jako Rachel Monroe/Carla Hayden
- Little Bird (2000) jako Rachel Lewis
- The Whistle-Blower (2001) jako Laura Tracey
- Helen West (2002) jako Helen West
- Pollyanna (2003) jako Aunt Polly
- The Commander (2003-2008) jako Komendant Clare Blake
- Marple (2009) jako siostra Clotilde
- Bronson (2010) jako mama
- Waterloo Road (serial, 2010) jako Karen Fisher, BBC One
- Amanda Burton: Forensic Killers grała samą siebie (2013), Discovery

### gościnnie
- Lovejoy (1986-1994) jako Bonnie Wright
- Inspector Morse (1987-2000) jako Mirella Lunghi
- Stay Lucky (1989-1993) jako Jane Higgs
- Medics (1990-1995) jako Vikki